# HD 74272
HD 74272 är en ensam stjärna belägen i den mellersta delen av stjärnbilden Seglet och som också har Bayer-beteckningen n Velorum. Den har en skenbar magnitud av ca 4,74 och är svagt synlig för blotta ögat där ljusföroreningar ej förekommer. Baserat på parallax enligt Gaia Data Release 2 på ca 1,8 mas, beräknas den befinna sig på ett avstånd på ca 1 800 ljusår (ca 570 parsek) från solen. Den rör sig bort från solen med en heliocentrisk radialhastighet på ca 17 km/s.

## Egenskaper
HD 74272 är en vit ljusstark jättestjärna av spektralklass A5 II. Den har en massa som är ca 9 solmassor, en radie som är ca 33 solradier och har ca 3 300 gånger solens utstrålning av energi från dess fotosfär vid en effektiv temperatur av ca 7 600 K.